# Monterey Bay
Monterey Bay – zatoka Oceanu Spokojnego położona w środkowej części wybrzeża Kalifornii, na południe od San Francisco, pomiędzy Santa Cruz i Monterey, któremu dała swoją nazwę.
Zatokę odkrył 16 listopada 1542 roku, w czasie badań wybrzeża, Juan Rodríguez Cabrillo. Nazwał ją pierwotnie Bahia de los Pinos, prawdopodobnie z powodu lasów sosnowych, okalających jej brzegi.
10 grudnia 1595 roku Sebastián Rodríguez Cermeño nazwał zatokę imieniem Piotra z Werony, Bahia de San Pedro.
Obecna nazwa pochodzi z 1602 roku, od Sebastiána Vizcaíno, który na zlecenie rządu hiszpańskiego opisywał wybrzeża kolonii. Zwinął on do zatoki 16 grudnia tego roku i nazwą ją Puerto de Monterey, na cześć Gaspara de Zúñiga y Acevedo, księcia Monterey i wicekróla Nowej Hiszpanii.
Od zatoki nazwy wzięły miasto, hrabstwo oraz kanion.

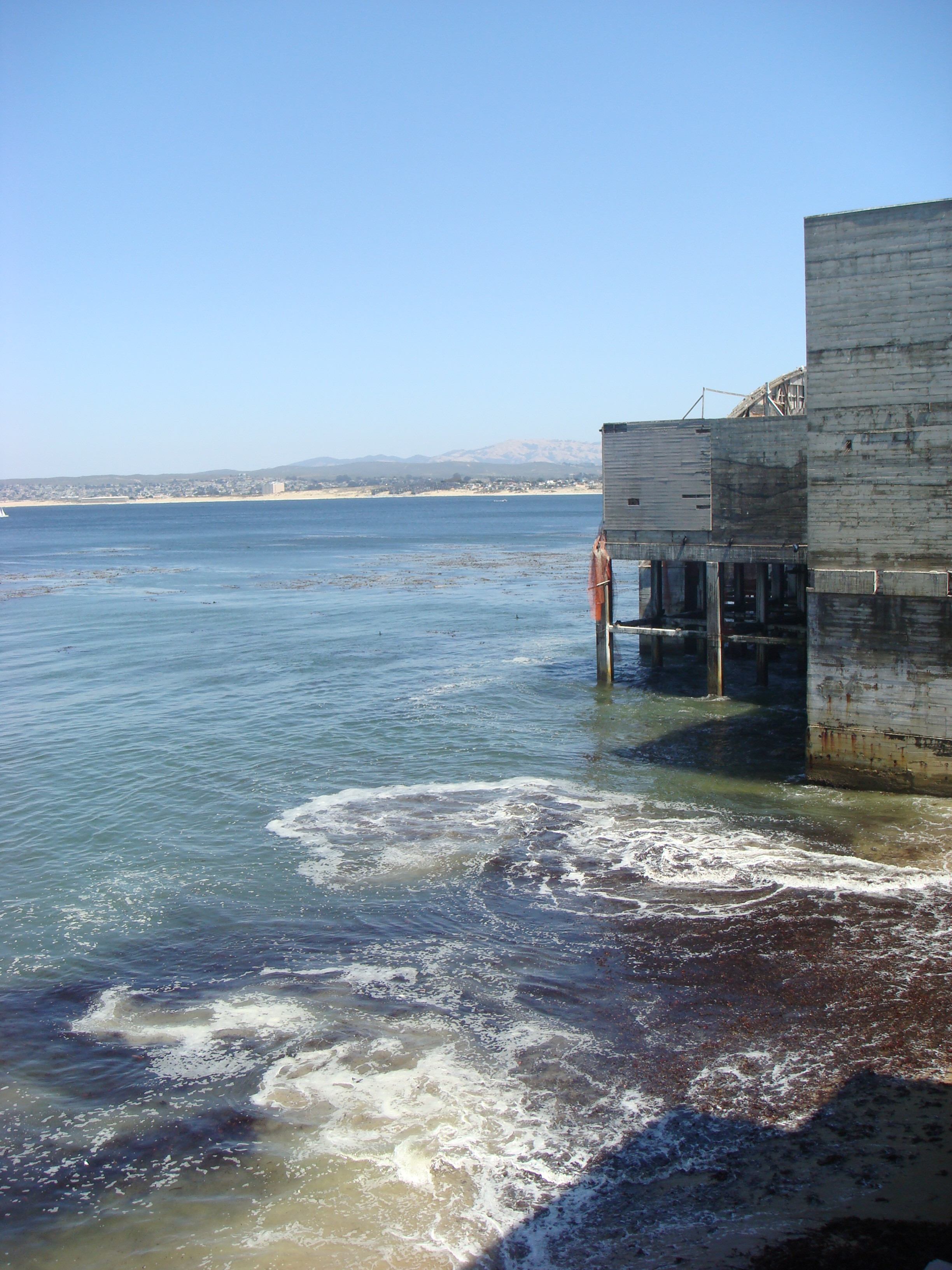
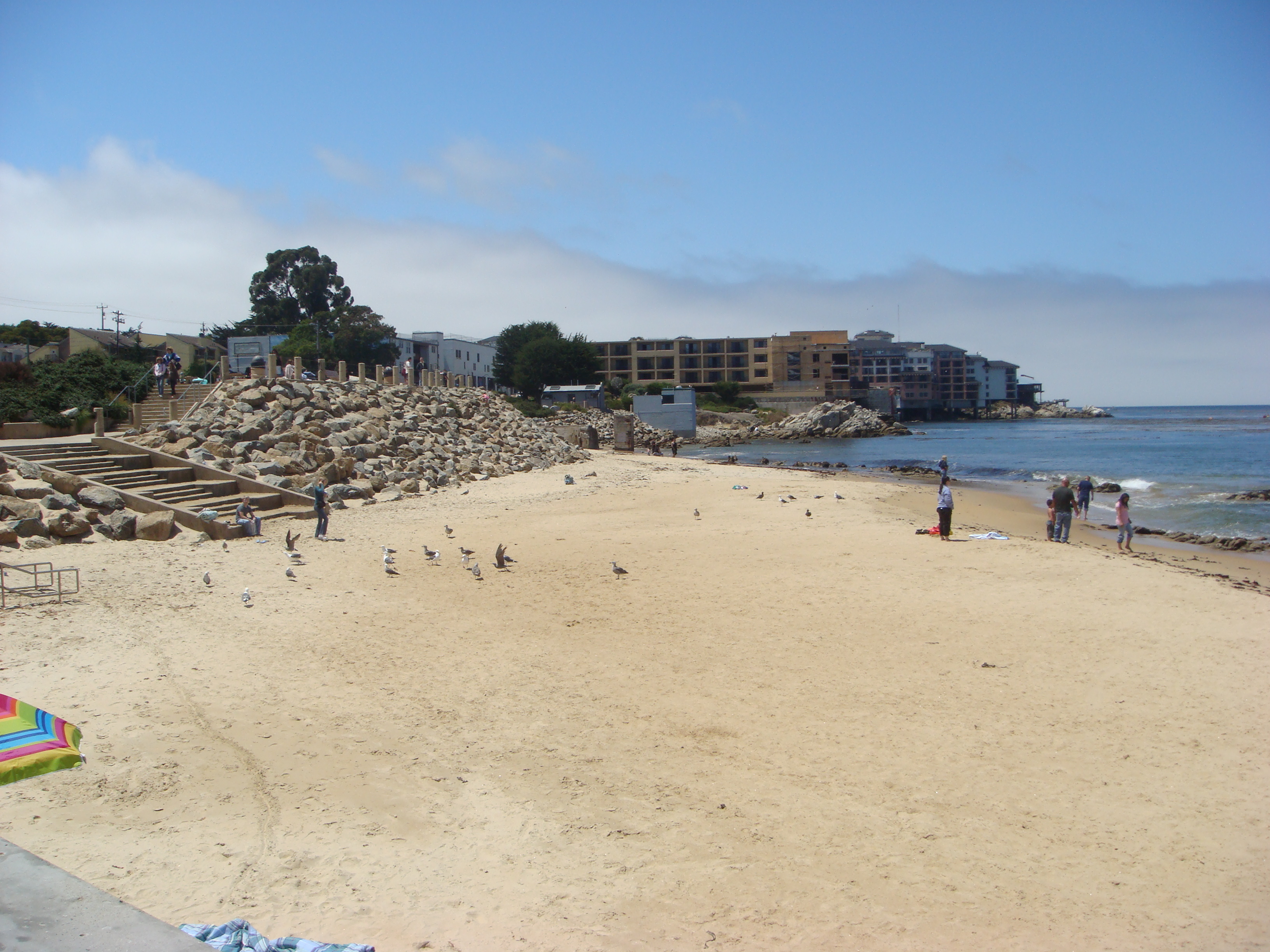